# Antonio da Cividale
Antonio da Cividale (Cividale, fl. 1392 – 1421) è stato un monaco cristiano e compositore italiano del quattrocento.

## Biografia
Fu monaco domenicano e la sua produzione artistica si effettuò nell'ambito dell'ultima fase dell'Ars Nova.
Le caratteristiche della sua produzione lo avvicinano al Ciconia, ma comprendono alcuni elementi che indicano già un rinnovamento.
Nel 1412 ha scritto il mottetto Strenua quem duxit - Gaudeat et tanti per festeggiare il matrimonio di Giorgio Ordelaffi, signore di Forlì.